# Moartea termică a universului
Moartea termică a Universului sau  Marea Înghețare este o ipoteză prezentată de Lord Kelvin în 1851  și R. Clausius în 1865 pe baza extrapolării celui de-al doilea principiu al termodinamicii la întregul Univers. Potrivit lui Clausius, universul ar trebui să ajungă în cele din urmă la o stare de echilibru termodinamic sau „moarte termică” (un termen care descrie starea finală a oricărui sistem termodinamic închis) în timp.
Dacă Universul este plat sau deschis, atunci se va extinde pentru totdeauna (vezi Universul lui Friedman) și se așteaptă ca, din cauza unei astfel de evoluții, să ajungă la starea de „moarte termică”. Saul Perlmutter,  Adam G. Riess și Brian P. Schmidt au primit Premiul Nobel pentru Fizică în anul 2011 pentru descoperirea expansiunii accelerate a Universului prin observarea supernovelor îndepărtate.
Dacă constanta cosmologică este pozitivă, după cum indică observațiile recente, universul se va apropia în cele din urmă de starea de entropie maximă, atunci când universul este format doar din materie complet distribuită uniform.
Moartea termică a Universului înseamnă că orice mișcare mecanică se va opri, toate obiecte rămase nu vor mai interacționa după dezintegrarea protonilor și evaporarea găurilor negre. Aceste evenimente vor avea loc peste 1092 ani în viitor.